# Gressåmoen-Nationalpark
Gressåmoen-Nationalpark ist der Name eines ehemaligen Nationalparks in Norwegen. Er wurde 1970 auf dem Gebiet der Gemeinde Snåsa im damaligen Fylke Nord-Trøndelag eingerichtet, um einen Fichtenwald mit Urwaldcharakter, welcher typisch für diese Gegend ist, zu schützen. 2004 ging der Nationalpark in den neu eingerichteten Blåfjella-Skjækerfjella-Nationalpark auf. Der Name des 181,5 km² großen Nationalparks stammt von einem alten Bergbauernhof, der knapp außerhalb der ehemaligen Nationalparkgrenze steht.
Topographisch war der Nationalpark dreigeteilt:
- Im Norden liegt das Lurudal, welches sich in west-östlicher Richtung durch den Park zieht. Am Ende dieses Tals ragt der Gipfel des Gamstuguhaugane 992 m hoch in den Himmel. Der höchste Punkt des Nationalparks ist das im Norden gelegene 1009 m hohe Bugvassfjell.
- Nach Süden und Westen erheben sich die Fjells Nordre und Søre Gauptjørnaksla.
- Im Südosten fällt die Landschaft zu einer ausgedehnten Senke mit zahlreichen Gewässern ab, welche alle nach Osten in Richtung Schweden entwässern.

Der dominierende Waldtyp im Nationalpark ist Nadelwald. Er bedeckt eine Fläche von etwa 13 km². In den tiefergelegenen Bereichen sind Moore das bestimmende Landschaftselement.
Im Nationalpark gibt es weder markierte Wege noch Unterkunftsmöglichkeiten.